# Аліково (Красночетайський район)
А́ліково (рос. Аликово, чув. Элĕк, Уйпуç) — присілок у Чувашії Російської Федерації, у складі Великоатменського сільського поселення Красночетайського району.
Населення — 271 особа (2010; 368 в 2002, 639 в 1979, 1022 в 1939, 949 в 1926, 709 в 1897, 470 в 1859, 59 в 1815).
Національний склад (2002):
- чуваші — 99 %

## Історія
Засновано 18 століття як виселок присілка Аліково Аліковського району. До 1863 року селяни мали статус удільних, займались землеробством, тваринництвом, ковальством, бондарством, виробництвом одягу. На початку 20 століття діяли вітряки. 1929 року створено колгосп «імені Енгельса». До 1918 року присілок входив до складу Курмиського удільного приказу, Курмиської, а до 1920 року — Красночетаївської волостей Курмиського повіту, до 1927 року — до складу Красночетаївської волості Ядринського повіту. З переходом на райони 1927 року — спочатку у складі Красночетайського, у період 1962–1965 років — у складі Шумерлинського, після чого знову переданий до складу Красночетайського району.

## Господарство
У присілку діють фельдшерсько-акушерський пункт, клуб, бібліотека, стадіон та магазин.